# Xenon (datorspel)
Xenon är ett shoot 'em up-spel från 1988, utvecklat och utgivet av The Bitmap Brothers. Om lördagsmorgnarna spelades spelet över telefon av tittare i TV-programmet Get Fresh.

## Handling
Darrian skall, som pilot ombord på sin rymdfarkost, rädda mänsklighetens rymdkolonier, som angripits av den utomjordiska arten "Xenites".

### Fotnoter
1. ↑  ”Xenon”. The Bitmap Brothers. Arkiverad från originalet den 24 oktober 2006. https://web.archive.org/web/20061024043530/http://www.bitmap-brothers.co.uk/our-games/past/xenon.htm. Läst 22 augusti 2014.